# Noko Matlou
Noko Alice Matlou (sinh ngày 30 tháng 9 năm 1985) là một cầu thủ bóng đá nữ của Nam Phi đóng vai trò tiền đạo trong câu lạc bộ MaIndies. Cô đã đại diện cho đội tuyển bóng đá nữ quốc gia Nam Phi với hai vai trò là tiền đạo và hậu vệ. Năm 2008, Matlou trở thành người Nam Phi đầu tiên được chọn là Cầu thủ Châu Phi xuất sắc nhất của năm.

## Sự nghiệp

### Chơi cho câu lạc bộ
Ở cấp độ câu lạc bộ, cô chơi cho MaIndies. Cô đã từng chơi cho Ladies Development, Brazilian Ladies và trường Đại học Johannesburg. Trong bóng đá, cô có biệt danh "Beep-Beep". Matlou được đào tạo với các cầu thủ bóng đá nam để rèn luyện và nâng cao khả năng của mình.

### Quốc tế
Matlou xuất hiện lần đầu trong đội tuyển bóng đá nữ quốc gia Nam Phi ("Banyana Banyana") vào tháng 12 năm 2006. Vào tháng 9 năm 2007, Matlou đã phải chịu sự kiểm soát "giới tính" của đội trưởng trước khi tham gia trận đấu giữa Nam Phi với Ghana tại Sân vận động Caledonian, Pretoria. Cô được phép chơi trong trận đấu sau khi được xác nhận là nữ.
Matlou đã nổi bật trong đội tuyển quốc gia bằng cách ghi được sáu bàn thắng tại Giải vô địch bóng đá nữ châu Phi năm 2008. Cô đã được chọn vào các đội trong một loạt các giải đấu, bao gồm cả tại Thế vận hội mùa hè 2012 tại London, Vương quốc Anh. Trong năm 2014, huấn luyện viên của Nam Phi, Vera Pauw đã đào tạo Matlou - trước đó là một tiền đạo, trở thành một hậu vệ.

### Giải thưởng
Năm 2008, cô trở thành người Nam Phi đầu tiên được bầu chọn là Cầu thủ xuất sắc nhất Châu Phi trong năm của Liên đoàn bóng đá châu Phi.